# Manston (Kent)
Manston è una parrocchia civile inglese del Kent, nel distretto di Thanet, sull'omonima "isola". La parrocchia comprende quattro borgate (hamlet): Haine, Lydden, Woodchurch e Shottendane più l'area dell'ex aeroporto, chiuso nel maggio del 2014. È un insediamento a vocazione prevalentemente agricola.